# Pasilobus insignis
Pasilobus insignis là một loài nhện trong họ Araneidae.
Loài này thuộc chi Pasilobus. Pasilobus insignis được Octavius Pickard-Cambridge miêu tả năm 1908.